# Endodezoksiribonukleaza krosing-overnog čvora
Endodezoksiribonukleaza krosing-overnog čvora (EC 3.1.22.4, Hje endonukleaza, endonukleaza Holidejovog spoja CCE1, rezolvaza Holidejovog spoja, endonukleaza razlaganja Holidejovog spoja, Holidejov spoj razlažuća endoribonukleaza, RusA Holidejov spoj rezolvaza, RusA endonukleaza, RuvC endonukleaza, SpCCe1 Holidejov spoj  rezolvaza, endoribonukleaza krosing-over spoja, endonukleaza presecanja kruciforma, endo X3, endonukleaza RuvC, endonukleaza VII, endonukleaza X3) je enzim. Ovaj enzim katalizuje sledeću hemijsku reakciju
Endonukleolitičko razlaganje na račvama kao što su recipročni jednolančani krosing-overi između dva homologna DNK dupleksa (Holidejov spoj)
Enzim iz Saccharomyces cerevisiae ne deluje kao endonukleaza ili eksonukleaza na DNK molekulima koji ne sadrže Holidejov spoj.

## Literatura
- Nicholas C. Price; Lewis Stevens (1999). Fundamentals of Enzymology: The Cell and Molecular Biology of Catalytic Proteins (Third изд.). USA: Oxford University Press. ISBN 019850229X.
- Eric J. Toone (2006). Advances in Enzymology and Related Areas of Molecular Biology, Protein Evolution (Volume 75 изд.). Wiley-Interscience. ISBN 0471205036.
- Branden C; Tooze J. Introduction to Protein Structure. New York, NY: Garland Publishing. ISBN 0-8153-2305-0.
- Irwin H. Segel. Enzyme Kinetics: Behavior and Analysis of Rapid Equilibrium and Steady-State Enzyme Systems (Book 44 изд.). Wiley Classics Library. ISBN 0471303097.
- William P. Jencks (1987). Catalysis in Chemistry and Enzymology. Dover Publications. ISBN 0486654605.

## Spoljašnje veze
- Crossover+junction+endodeoxyribonuclease на 